# 千葉一胤
千葉 一胤（ちば かずたね）は、南北朝時代の武将。千葉氏第12代当主。第11代当主千葉貞胤の長男。

## 生涯
曽祖父頼胤の没後、曽祖父に代わって大伯父宗胤が異国警固番役として肥前国に赴き下総国を離れた間に、祖父胤宗が千葉氏の家督を横領し第10代当主となった。
祖父胤宗没後、第11代当主となった父の貞胤は、折りしも勃発し南北朝の戦いに際し北朝方についた大伯父宗胤の嫡男胤貞と千葉氏の家督を賭けて争うが、南朝方の新田義貞の軍に属した一胤は、建武3年（1336年）1月16日に丹波国志賀郷にて足利尊氏軍の細川定禅に討ち取られた。
その後義貞は、一時は足利軍を九州に追いやるものの、再起を果たし反撃した足利軍に父の貞胤も降伏した。しかし貞胤は北朝方に寝返って祖父の横領した千葉氏の家督を守りきり、後に弟の氏胤が家督を継いで千葉氏当主となった。